# Xenolachne
Xenolachne är ett släkte av svampar. Xenolachne ingår i ordningen gelésvampar, klassen Tremellomycetes, divisionen basidiesvampar och riket svampar.
|            | Sirobasidiaceae                                                                    |
|            |                                                                                    |
|            | Rhynchogastremataceae                                                              |
|            |                                                                                    |
|            | Phragmoxenidiaceae                                                                 |
|            |                                                                                    |
|            | Hyaloriaceae                                                                       |
|            |                                                                                    |
|            | Cuniculitremaceae                                                                  |
|            |                                                                                    |
|            | Carcinomycetaceae                                                                  |
|            |                                                                                    |
|            | Tetragoniomycetaceae                                                               |
|            |                                                                                    |
|            | Tremellaceae                                                                       |
|            |                                                                                    |
|            | Trichosporonaceae                                                                  |
|            |                                                                                    |
|            | Kwoniella                                                                          |
|            |                                                                                    |
|            | Sigmogloea                                                                         |
|            |                                                                                    |
| Xenolachne | \| \| Xenolachne flagellifera \| \| \| \| \| \| Xenolachne longicornis \| \| \| \| |
|            | \| \| Xenolachne flagellifera \| \| \| \| \| \| Xenolachne longicornis \| \| \| \| |
|            | Tremellina                                                                         |
|            |                                                                                    |
|            | Xenolachne flagellifera                                                            |
|            |                                                                                    |
|            | Xenolachne longicornis                                                             |
|            |                                                                                    |

|  | Xenolachne flagellifera |
|  |                         |
|  | Xenolachne longicornis  |
|  |                         |